# Cercospora olivascens
Cercospora olivascens är en svampart som beskrevs av Sacc. 1878. Cercospora olivascens ingår i släktet Cercospora och familjen Mycosphaerellaceae.   Inga underarter finns listade i Catalogue of Life.